# Stopnice Petra Kružića
Stopnice Petra Kružića ali Trsatske stopnice (stube ali škale) so kamnite stopnice na Reki, ki vodijo z reške Delte na Trsat.
Prvi del, 118 stopnic na najstrmejšem spodnjem delu, je leta 1531 dal zgraditi plemič in junak protiturških bojev Petar Kružić, po katerem nosijo ime. Namenjene so bile romarjem, ki so se vzpenjali k cerkvi Trsatske Matere Božje na trsatski vzpetini. Leta 1725 je zgornji del stopnic dal dograditi vojvoda Gavro Aichelburg in njihovo število se je povečalo na 412. Stopnice so se skozi stoletja pogosto dograjevale. Zadnja obnova je potekala leta 1930, ko je število stopnic doseglo 561, kolikor naj bi jih bilo dandanes.
Težavnost štetja stopnic je porodila legende o njihovem nastanku: po eni od njih naj bi frančiškani sklenili pogodbo s hudičem, da zgradi stopnice, v zameno pa vzame prvega, ki se bo vzpel po njih. Frančiškani so zato po stopnicah prvega poslali kozla, kar je hudiča tako razhudilo, da je zmešal stopnice in preprečil, da bi jih kdajkoli kdo preštel. Po drugi različici so frančiškani z molitvami pretentali hudiča, ki je knezu Frankopanu ponudil gradnjo stopnic na Trsat pod pogojem, da bodo vodile do njegove gostilne.
Stopnišče se začenja z baročnim portalom, zgrajenim leta 1745. Vzdolž stopnic stoji več kapelic, zgrajenih tekom stoletij, ki so posvečene različnim svetnikom in so predstavljale romarska postajališča. Na vrhu stopnic v sestavu današnje bazilike stoji kapela, ki jo je zgradil Kružić in v kateri ležijo njegovi posmrtni ostanki.